# Yekoutiel ben Hassan
Yekoutiel ben (ou ibn) Hassan (hébreu : יקותיאל אבּן חסן) est un homme d'État et scientifique juif andalou du XIe siècle.

## Éléments biographiques
Yekoutiel ben Hassan a vécu à Saragosse. Il occupe de hautes fonctions auprès de l'émir Mundhir de Saragosse, et entretient une cour personnelle, parmi lesquels le poète Salomon ibn Gabirol. Ce dernier trouve en lui un bienfaiteur et un ami véritable, et loue continuellement son érudition, sa modestie et sa générosité. 
Lors de la révolution menée par Abdallah ibn Hakam contre son oncle Mundhir, celui-ci et Yekoutiel sont exécutés par décapitation en 1039, sans égard pour son grand âge. Leurs meurtriers seront cependant mis à mort un an plus tard.
Outre l'élégie de plus de 200 vers composée par Ibn Gabirol, la mort de Yekoutiel est pleurée par les plus grands poètes juifs de son temps.

## Œuvre
Selon Abraham Geiger, Yekoutiel serait identique à l'astronome Hassan ben Hassan, qui a été juge rabbinique à Cordoue, où il a composé un traité d'astronomie, avant de s'installer à Saragosse.

## Source
Cet article contient des extraits de l'article « JEKUTHIEL IBN ḤASAN » par Joseph Jacobs & Meyer Kayserling de la Jewish Encyclopedia de 1901–1906 dont le contenu se trouve dans le domaine public.